# Ścieżki dźwiękowe z Grand Theft Auto: San Andreas
Do Grand Theft Auto: San Andreas zostało wydanych kilka ścieżek dźwiękowych z gry: Grand Theft Auto: San Andreas Official Soundtrack 23 listopada 2004 roku, Grand Theft Auto: San Andreas Official Soundtrack Box Set 7 grudnia oraz dziesięć albumów zawierających utwory z poszczególnych stacji radiowych gry, które zostały wydane w 2013 roku.

## Grand Theft Auto: San Andreas Official Soundtrack

### Wydanie
| AllMusic | [ 2 ] |

Grand Theft Auto: San Andreas Official Soundtrack został wydany 23 listopada 2004 roku przez Interscope Records. Zawiera 23 utwory na dwóch płytach CD oraz Grand Theft Auto: San Andreas – The Introduction na DVD. Długość ścieżki dźwiękowej wynosi jedną godzinę, czterdzieści minut i sekundę. Utwór „Theme from San Andreas” Michaela Huntera otwiera album, a kończy go „Crazy” Williego Nelsona. „Head Like a Hole” zespołu AFI jest utworem dodatkowym.

### Lista utworów
Źródło: AllMusic
| Nr               | Tytuł                                            | Długość |
| CD 1             | CD 1                                             | CD 1    |
| ---------------- | ------------------------------------------------ | ------- |
| 1                | „Theme from San Andreas” (Michael Hunter)        | 1:28    |
| 2                | „Killing in the Name” (Rage Against the Machine) | 5:14    |
| 3                | „I Don’t Give a Fuck” (2Pac)                     | 4:19    |
| 4                | „The Payback” (feat. James Brown)                | 7:36    |
| 5                | „West Coast Poplock” (Ronnie Hudson)             | 5:28    |
| 6                | „Groove Me” (Guy)                                | 4:30    |
| 7                | „Two Tickets to Paradise” (Eddie Money)          | 3:57    |
| 8                | „How I Could Just Kill a Man” (Cypress Hill)     | 4:07    |
| 9                | „Pressure Drop” (The Maytals)                    | 3:41    |
| 10               | „Children’s Story” (Slick Rick)                  | 3:58    |
| 11               | „Cold Blooded” (Rick James)                      | 5:55    |
| 12               | „Break 4 Love” (Raze)                            | 5:24    |
| CD 2             |                                                  |         |
| 1                | „Funky Worm” (Ohio Players)                      | 1:28    |
| 2                | „Barracuda” (Heart)                              | 5:14    |
| 3                | „Hood Took Me Under” (Compton’s Most Wanted)     | 4:19    |
| 4                | „Think About It” (feat. Lyn Collins)             | 7:36    |
| 5                | „Rebel Without a Pause” (Public Enemy)           | 5:28    |
| 6                | „Midlife Crisis” (Faith No More)                 | 4:30    |
| 7                | „Poison” (Bell Biv DeVoe)                        | 3:57    |
| 8                | „Chase the Devil” (Max Romeo & The Upsetters)    | 4:07    |
| 9                | „I Know You Got Soul” (Eric B. & Rakim)          | 3:41    |
| 10               | „Crazy” (Willie Nelson)                          | 3:58    |
| Utwory dodatkowe |                                                  |         |
| 11               | „Head Like a Hole” (AFI)                         | 5:55    |

## Grand Theft Auto: San Andreas Official Soundtrack Box Set

### Wydanie
| AllMusic           | [ 4 ]  |
| IGN                | 7,3/10 |
| The Michigan Daily | 4,5/5  |
| NME                | [ 7 ]  |

Grand Theft Auto: San Andreas Official Soundtrack Box Set został wydany 7 grudnia 2004 roku przez Geffen Records. Zawiera 125 utworów na ośmiu płytach CD. Długość ścieżki dźwiękowej wynosi sześć godzin, dwadzieścia osiem minut i cztery sekundy. Album otwiera „Playback FM (Intro)”, a kończy go „Exsorbeo Handheld Gaming System”.

### Lista utworów
Źródło: AllMusic
| Nr   | Tytuł                                                             | Długość |
| CD 1 | CD 1                                                              | CD 1    |
| ---- | ----------------------------------------------------------------- | ------- |
| 1    | „Playback FM (Intro)”                                             | 0:12    |
| 2    | „Rebel Without a Pause” (Public Enemy)                            | 5:02    |
| 3    | „Brand Nubian” (Brand Nubian)                                     | 4:37    |
| 4    | „Children’s Story” (feat. Slick Rick)                             | 3:58    |
| 5    | „You’re on Playback FM”                                           | 0:05    |
| 6    | „I Know You Got Soul” (Eric B. & Rakim)                           | 4:43    |
| 7    | „It Takes Two” (Rob Base and DJ E-Z Rock)                         | 4:45    |
| 8    | „That Was Playback FM”                                            | 0:11    |
| 9    | „La Raza” (Kid Frost)                                             | 3:26    |
| 10   | „It’s Funky Enough” (The D.O.C.)                                  | 4:28    |
| 11   | „Guerillas in tha Mist” (Da Lench Mob)                            | 4:25    |
| 12   | „Hood Took Me Under” (Compton’s Most Wanted)                      | 3:39    |
| 13   | „How I Could Just Kill a Man” (Cypress Hill)                      | 4:07    |
| 14   | „I Don’t Give a Fuck” (2Pac)                                      | 4:19    |
| 15   | „Ice Diamonds”                                                    | 0:48    |
| 16   | „Commando Pest Eradication”                                       | 1:16    |
| CD 2 |                                                                   |         |
| 1    | „K-Rose (Intro)”                                                  | 0:12    |
| 2    | „Crazy” (Willie Nelson)                                           | 3:57    |
| 3    | „Hey, Good Lookin’” (Hank Williams)                               | 2:53    |
| 4    | „Louisiana Woman, Mississippi Man” (Conway Twitty & Loretta Lynn) | 2:30    |
| 5    | „Bed of Rose’s” (The Statler Brothers)                            | 2:24    |
| 6    | „You’re on K-Rose”                                                | 0:08    |
| 7    | „Amos Moses” (Jerry Reed)                                         | 2:17    |
| 8    | „I Love a Rainy Night” (Eddie Rabbitt)                            | 3:07    |
| 9    | „All My Ex’s Live in Texas” (Whitey Shafer)                       | 3:19    |
| 10   | „Mammas Don’t Let Your Babies Grow Up to Be Cowboys” (Ed Bruce)   | 3:20    |
| 11   | „Always Wanting You” (Merle Haggard)                              | 3:06    |
| 12   | „Three Cigarettes In An Ashtray” (Patsy Cline)                    | 2:13    |
| 13   | „That Was K-Rose”                                                 | 0:06    |
| 14   | „Logger”                                                          | 0:31    |
| 15   | „Starfish Resort and Casino”                                      | 1:04    |
| CD 3 |                                                                   |         |
| 1    | „Bounce FM (Intro)”                                               | 0:07    |
| 2    | „Hollywood Swinging” (Kool & the Gang)                            | 3:27    |
| 3    | „Cold Blooded” (Rick James)                                       | 5:56    |
| 4    | „You Dropped a Bomb on Me” (The Gap Band)                         | 5:07    |
| 5    | „Candy” (Cameo)                                                   | 5:45    |
| 6    | „West Coast Poplock” (Ronnie Hudson)                              | 5:25    |
| 7    | „You’re on Bounce FM”                                             | 0:11    |
| 8    | „I Can Make You Dance” (Zapp)                                     | 3:59    |
| 9    | „Let It Whip” (Dazz Band)                                         | 4:42    |
| 10   | „Running Away” (Ohio Players)                                     | 3:10    |
| 11   | „Twilight” (Maze)                                                 | 6:37    |
| 12   | „That Was Bounce FM”                                              | 0:11    |
| 13   | „Glory Hole Theme Park – Fun with Strangers”                      | 0:49    |
| 14   | „Eris Pump Up Shoes”                                              | 1:18    |